# Formula 27 Cars

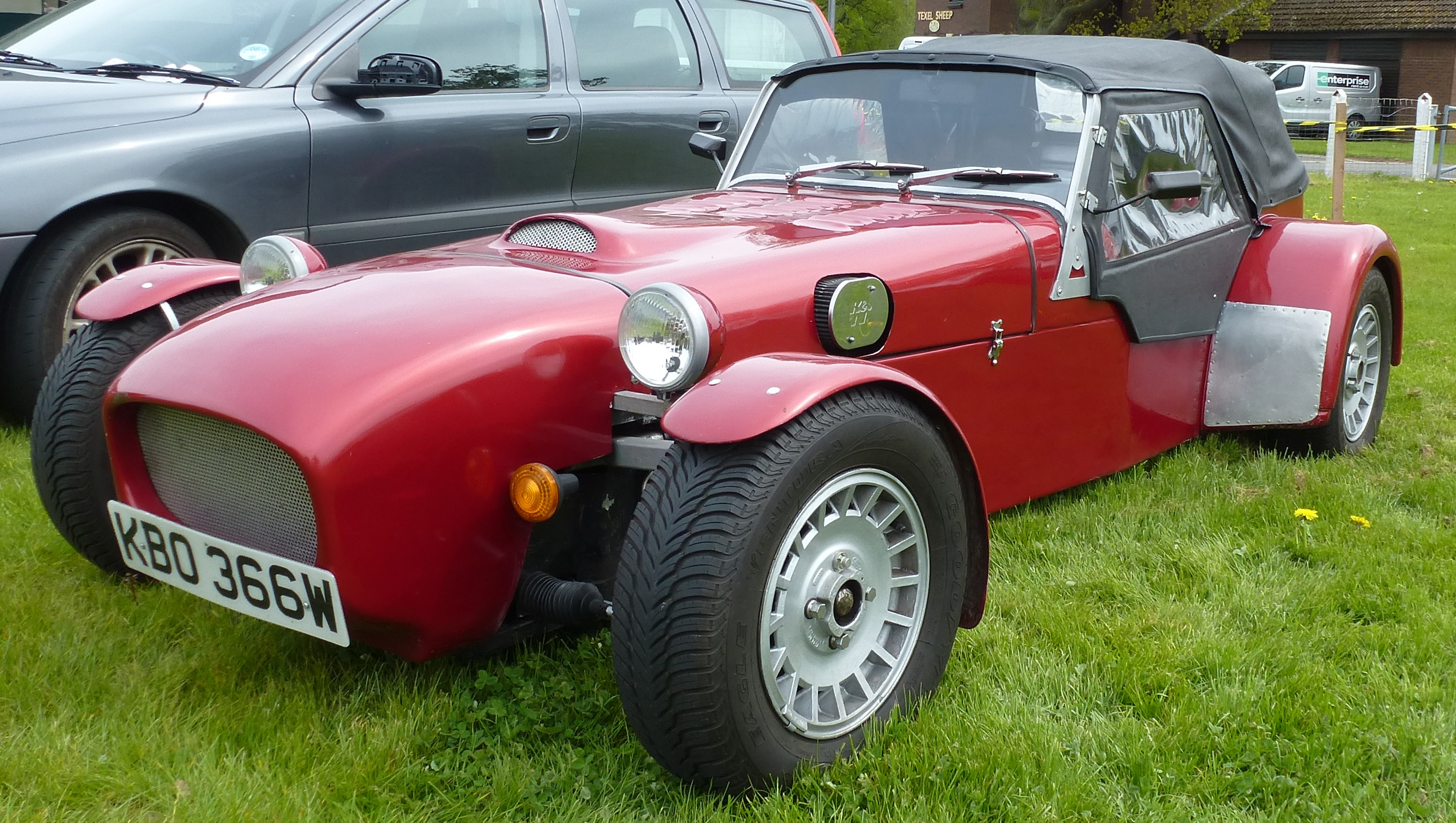
Formula 27 F 27 Clubman

Formula 27 Cars war ein britischer Hersteller von Automobilen.

## Markengeschichte
Mike Ryan gründete 1991 das Unternehmen in Brinscombe bei Stroud in der Grafschaft Gloucestershire. Er begann mit der Produktion von Bauplänen, Automobilen und Kits. Die Markennamen lauteten Formula 27 und Sterling. Bereits 1992 übernahm Steve Porter das Unternehmen. 2002 endete die Produktion.
YKC Sports Cars setzte die Produktion unter eigenem Markennamen fort, und danach Image Sports Cars. Diese drei Hersteller zusammen fertigten etwa 90 Fahrzeuge und über 3000 Baupläne.

## Fahrzeuge

### Markenname Formula 27
Das erste Modell war der F 27, den es als Clubman und MBE gab. Dies waren Fahrzeuge im Stil des Lotus Seven, die in zwei verschiedenen Breiten erhältlich waren. Verschiedene Motoren von Fiat, Ford, Rover und Vauxhall Motors trieben den Clubman an. Der MBE erhielt Motorradmotoren.
1998 erschien der Blade, eine leichtere Version mit einem Motor von der Honda Fireblade mit 135 PS Leistung.
Der KR Roadster war ein offener Zweisitzer mit Sitzen fast auf der Hinterachse. Vierzylindermotoren von Ford oder Motorradmotoren trieben das Fahrzeug an.

### Markenname Sterling
Zwischen 1996 und 1998 stellte das Unternehmen drei Exemplare des Sterling Roadster her. Dies war die Nachbildung des Austin-Healey 3000.